# Санта Марина Салина
Санта Марина Салина (итал. Santa Marina Salina) је насеље у Италији у округу Месина, региону Сицилија.
Према процени из 2011. у насељу је живело 630 становника. Насеље се налази на надморској висини од 40 м.

## Становништво
Према резултатима пописа становништва 2011. у општини је живело 892 становника.
| 1931. | 1936. | 1951. | 1961. | 1971. | 1981. | 1991. | 2001. | 2011. |
| ----- | ----- | ----- | ----- | ----- | ----- | ----- | ----- | ----- |
| 1.291 | 1.346 | 1.017 | 919   | 759   | 762   | 848   | 808   | 892   |